# Caramujeira

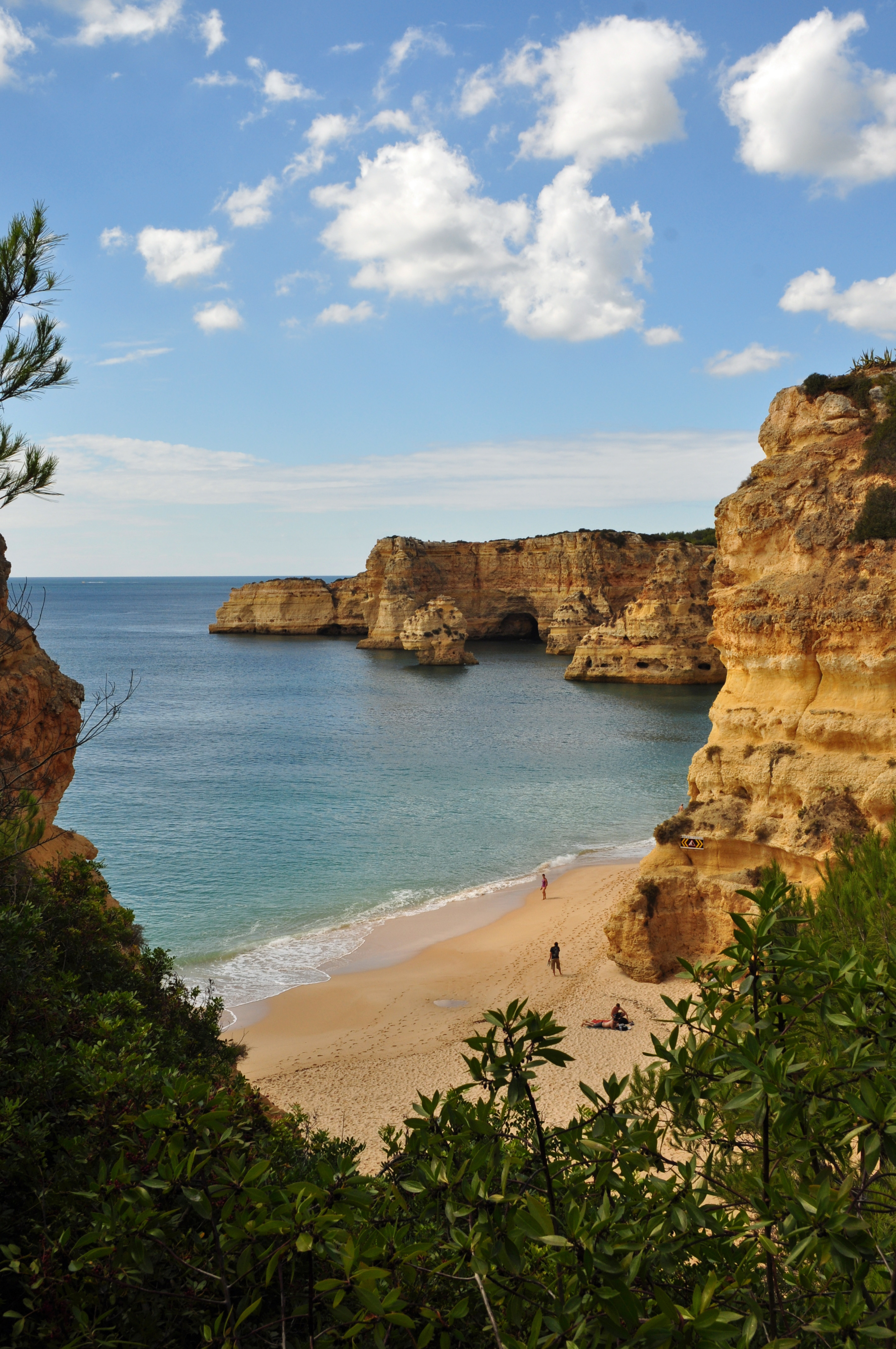
A Praia da Marinha, na Caramujeira, zona costeira de Lagoa, na região do Algarve, em Portugal.

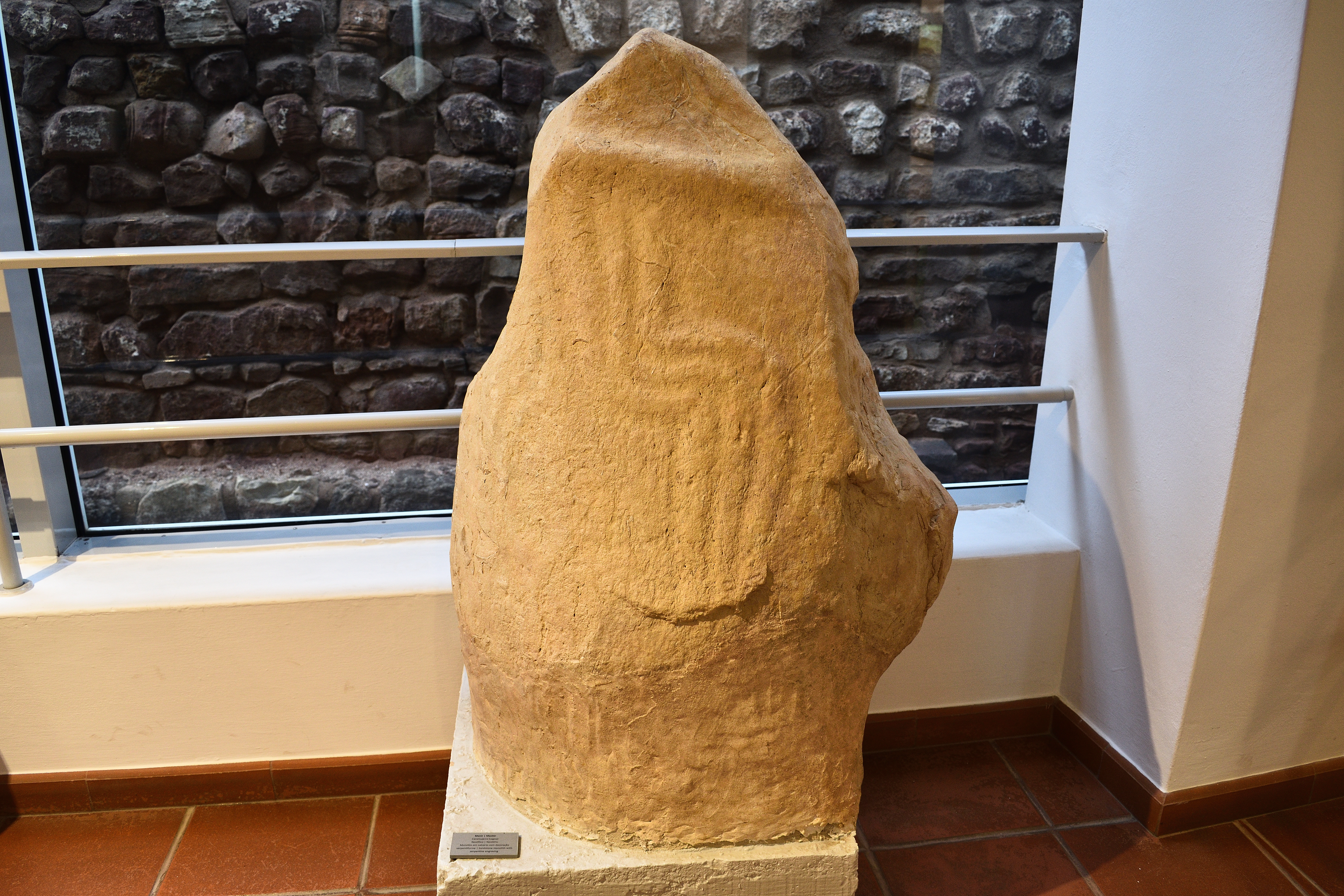
O Menir da Caramujeira, atualmente preservado e em exposição no Museu Municipal de Arqueologia de Silves.

A Caramujeira é um sítio localizado na freguesia de Lagoa e Carvoeiro, na zona costeira da cidade de Lagoa, região do Algarve, em Portugal. Tornou-se conhecida pela sua internacionalmente famosa Praia da Marinha, considerada pelo Guia Michelin como "uma das 10 praias mais bonitas da Europa" e "como uma das 100 praias mais bonitas do mundo". Em 2018, a CNN classificou a Praia da Marinha como uma das "melhores praias do mundo". Caramujeira também é conhecida pela sua produção de vinhos.
O sítio de Benagil, e as vilas de Carvoeiro e de Porches estão localizados nas suas proximidades.